# صندوق سرمایه‌گذاری بازار پول
صندوق سرمایه‌گذاری بازار پول، (به انگلیسی: Money market funds) صندوق‌های بازار پول نوع بسیار خاصی از صندوق‌های سرمایه‌گذاری مشترک هستند، که هدف آنها کسب بازدهی مناسب ضمن حفظ اصل سرمایه است. این نوع صندوق‌ها در اوراق بهادار، اوراق قرضه کوتاه‌مدت، یا اوراق تجاری، سرمایه‌گذاری می‌کنند، که علاوه‌بر نرخ بازده مناسب، ریسک بازار، ریسک اعتباری و ریسک نقدشوندگی پایین، مطمئن و تقریبا بدون ریسک هستند.